# Шпаковка
Шпаковка (укр. Шпаківка) (до 1930 – Грековка) — село, в Малокамышевахском сельском совете Изюмского района Харьковской области Украины.
Код КОАТУУ — 6322887009. Население по переписи 2001 года составляет 15 (8/7 м/ж) человек.

## Географическое положение
Село Шпаковка находится на правом берегу реки Северский Донец, выше по течению на расстоянии в 3 км расположено село Семеновка, ниже по течению на расстоянии в 3 км расположено село Донецкое, на расстоянии в 2 км от села расположено село Топольское.
На расстоянии в 1 км от села проходят автомобильные дороги Т-2109 и Т-2122).
К селу примыкают небольшие лесные массивы (дуб).

## История
- 1779 — дата первого упоминания села[1].
- 1930 — переименовано в село Шпаковка.

## Экономика
- Молочно-товарная ферма.